# Sjkorpilovtsi
Sjkorpilovtsi (bulgariska: Шкорпиловци) är ett distrikt i Bulgarien.   Det ligger i kommunen Obsjtina Dolni tjiflik och regionen Oblast Varna, i den östra delen av landet, 400 km öster om huvudstaden Sofia.